# El Villar de Arnedo
El Villar de Arnedo – gmina w Hiszpanii, w prowincji La Rioja, w La Rioja, o powierzchni 18,25 km². W 2011 roku gmina liczyła 652 mieszkańców.